# Morten Jensen
Morten Jensen (Tananger, 1980. március 9. –) norvég labdarúgó, edző, a Viking vezetőedzője.

## Pályafutása
Jensen a norvégiai Tananger városában született. Az ifjúsági pályafutását a Havørn és a Vidar csapataiban kezdte, majd 1998-ban a Viking akadémiájánál folytatta. 2000-ben mutatkozott be a Vidar felnőtt keretében. Később játszott még a Havørn, a Stavanger és a Brodd csapataiban is. 
2013-ban a hatodosztályú Havørn vezetőedzője lett. Az első szezonban csoportelsőként feljutottak. A klubnál eltöltött három éve után, 2016. december 8-án a harmadosztályú Vidarhoz igazolt. A 2017-es szezonban egészen a 4-ik helyig jutottak.
2017. december 19-én Bjarne Berntsent vezetőedzősége idején az újonnan másodosztályba kieső Viking segédedzőjévé nevezték ki. A 2018-as szezonban újra feljutottak az első osztályba, majd 2019-ben megnyerték a norvég kupát. A 2021-es szezon kezdete előtt Bjarte Lunde Aarsheimmel együtt a klub vezetőedzője lett.

## Fordítás
Ez a szócikk részben vagy egészben  a   Morten Jensen (football coach) című angol Wikipédia-szócikk fordításán alapul.  Az eredeti cikk szerkesztőit annak laptörténete sorolja fel. Ez a jelzés csupán a megfogalmazás eredetét és a szerzői jogokat jelzi, nem szolgál a cikkben szereplő információk forrásmegjelöléseként.